# Gornji Emovci
Gornji Emovci es una localidad de Croacia en el ejido de la ciudad de Požega, condado de Požega-Eslavonia.

## Geografía
Se encuentra a una altitud de 199 m s. n. m. a 175 km de la capital nacional, Zagreb.

## Demografía
En el censo 2011 el total de población de la localidad fue de 138 habitantes.
| Gráfica de población de Gornji Emovci 1857-2011                     |
|                                                                     |
| Según los censos de población de la oficina estadística de Croacia. |